# 江苏液化天然气滨海接收站
江苏滨海液化天然气接收站又稱中国海油盐城绿能港，是中華人民共和國的一個液化天然气供储站，位於江苏盐城黄海新区。其中一期項目要建造10座大型液化天然气储罐。2019年5月，開始建造4座22万方储罐。2021年6月扩建6座27万方储罐，擴建的储罐是世界单罐容量最大的液化天然气储罐。2022年2月20日，6座天然气储罐完成全部承台混凝土浇筑。2022年4月29日，中国海油盐城绿能港疏浚工程主体完工。5月17日，盐城绿能港全部完成拱顶模块吊装。一期工程于2023年底投产运行。